# Graciela Sapriza

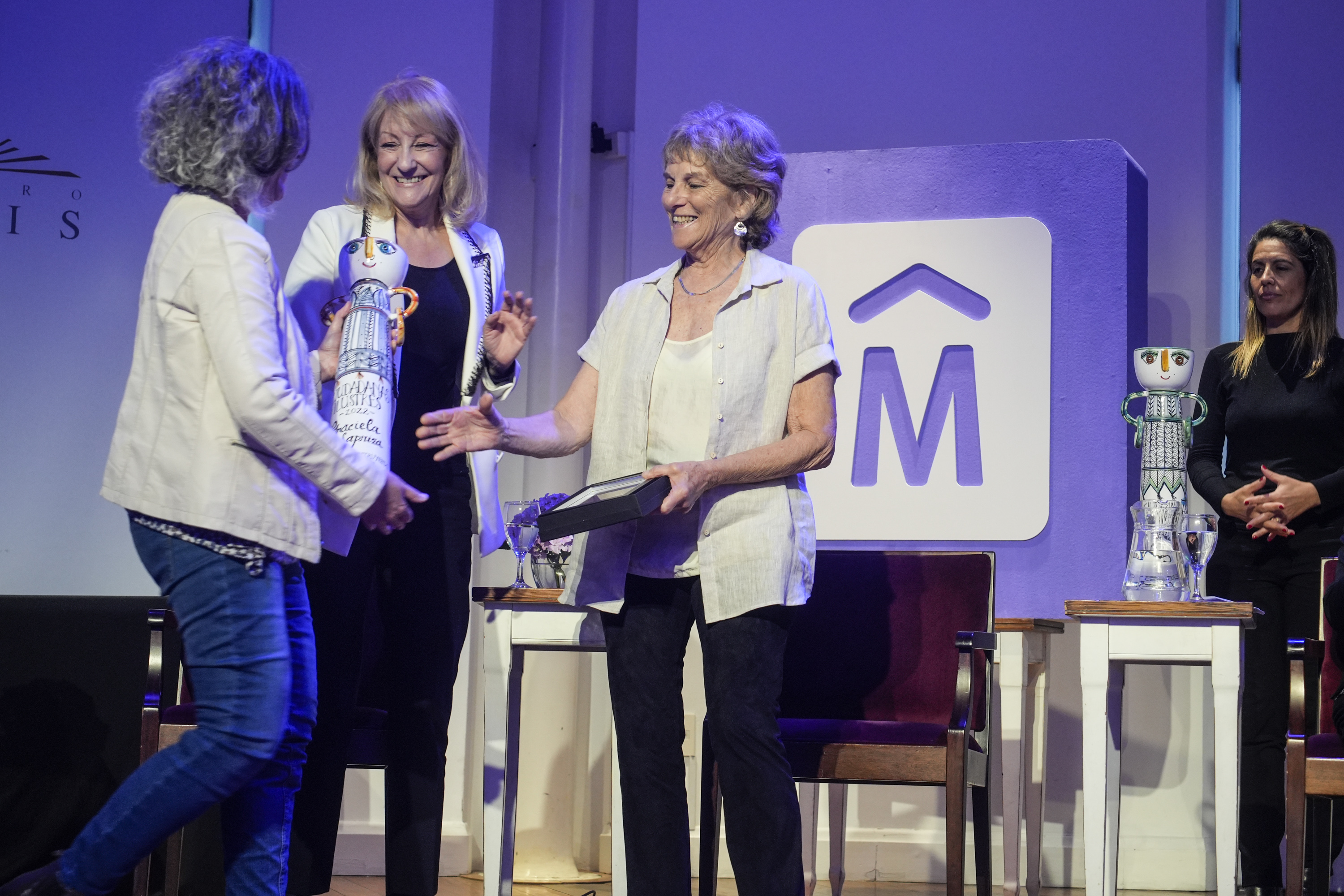
Graciela Sapriza recibiendo el reconocimiento de Ciudadana Ilustre en la sala Delmira Agustini del Teatro Solís - 2022

Graciela María Sapriza Torres (Montevideo, 12 de septiembre de 1945) es una historiadora y docente uruguaya. Su investigación se enfoca en la participación social, política y cultural de las mujeres uruguayas en los siglos XIX y XX.

## Biografía
Sapriza nació en Montevideo en 1945, aunque su primera infancia transcurrió en el área rural del departamento de Durazno.
En 1974 obtuvo una Licenciatura en Ciencias Históricas con opción en Investigación de la Universidad de la República. En la misma institución obtuvo su Maestría en Ciencias Humanas con opción en Estudios Latinoamericanos en 2002. Su tesis se tituló "La utopía eugenista: raza, sexo y género en las políticas de población en Uruguay (1920-1945)".
A fines de la década del 70, junto a compañeras, fundó el: Grupo de Estudios de la Condición de la Mujer (GRECMU), grupo que produjo gran cantidad de materiales y estudios con respecto a la situación de la mujer. Siendo además un importante centro cultural feminista en el que participaron destacadas mujeres de todo el continente. A partir de 1984 dicho grupo llegó a tener una publicación feminista propia llamada "La Cacerola"
Durante su carrera se ha desempeñado como docente en instituciones como la Universidad de la República de Uruguay, la Universidad del Valle en Cali, Colombia, la Universidad de Málaga en España, la Universidad de Gotemburgo en Suecia y la Universidad de Chile, entre otras. 
Desde la década de 1980 ha publicado una gran cantidad de libros, artículos publicados en revistas científicas y textos en periódicos. Sus líneas de investigación se centran en la participación de las mujeres en la vida social, cultural y política en Uruguay y en la región rioplatense en los siglos XIX y XX, enfocándose particularmente en la memoria de la dictadura desde una perspectiva de género.
A nivel político fue integrante del GAU (Grupos de Acción Unificadora) y formó parte de la Comisión de Mujeres del Frente Amplio.
En el 2022 fue distinguida como Ciudadana Ilustre de Montevideo en una ceremonia realizada junto a Circe Maia y Mabel Simois en la Sala Delmira Agustini del Teatro Solís.

## Publicaciones
- 2016, El tiempo quieto. Mujeres privadas de libertad en Uruguay.
- 2015, Otra historia. Memorias de resistencia. Mujeres de Las Piedras 1968-1985.
- 2001, Género y sexualidad en el Uruguay.
- 1993, Los caminos de una ilusión- 1913: Huelga de mujeres en Juan Lacaze.
- 1991, Mujer y poder. En los márgenes de la democracia uruguaya.
- 1989, Hilamos una historia.
- 1988, Memorias de rebeldía- Siete historias de vida.
- 1984, Mujer, Estado y Política en el Uruguay del siglo XX.
- 1983, La inmigración europea en el Uruguay- Los Italianos.